# 仮執行宣言
仮執行宣言（かりしっこうせんげん）とは、財産権上の請求権に関する判決において、判決確定前であってもその判決に基づいて、仮に強制執行をすることができる旨の宣言（裁判）である（民事訴訟法259条）。
また、支払督促手続においても、債務者が支払督促の送達を受けた日から2週間以内に督促異議の申し立てをしないときには、債権者の申立てに基づき仮執行宣言が付される（民事訴訟法391条）。

## 意義
判決は、確定した後に執行力（強制執行をすることができる力）が発生するのが本来である。しかし、日本の民事訴訟は、三審制を採用しているため、判決確定までに一定の時間がかかるので、確定までの間、第一審判決の勝訴者の権利が全うされない（特に仮執行宣言制度がない場合、一審で敗訴した被告が控訴・上告で裁判を引き延ばすことも横行しかねない。）。そこで、財産権上の請求権に関する判決について、仮執行宣言を付すことができることにして、上記弊害を除去し、権利者の保護を図っている。

## 要件等
- 財産権上の請求権に関する判決

財産権上の請求権とは、例えば、金銭消費貸借契約に基づく貸金返還請求権、不法行為に基づく損害賠償請求権などである。
身分関係に関する訴訟も民事訴訟に含まれるが、仮執行を認めると身分関係が不安定になってしまうため、仮執行宣言の対象からは外されている。
また、意思表示を命じる判決（例えば被告に対して、一定の内容の登記手続を命じる判決）は、確定のときに被告が当該意思表示をしたとみなされるため、理論上は執行の余地がないこと、仮執行宣言を認めた場合、意思表示があったりなくなったりすることによって法的関係が不安定になることなどから、意思表示を命ずる判決（登記手続を命ずる、仮登記手続を命ずる等）には仮執行宣言を付けられないと解釈されている。
- 申立てにより又は職権で

条文上は、仮執行宣言は当事者の申立てがある場合のほか、裁判所が職権でも付すことができる。しかし、当事者が申し立てていないのに仮執行宣言の必要があることは考えにくく、通常の民事事件（後記の例外を除く。）において、職権で仮執行宣言を付す例はほとんどない。
- 手形金請求事件等に関する例外

手形又は小切手による金銭の支払の請求に関する判決においては、裁判所は職権で仮執行宣言を付さなければならない（民事訴訟法259条2項）。これは、手形及び小切手の迅速な決済を担保するための、政策的な考慮によるものである。

## 効果
- 仮執行の宣言を付した判決は、民事執行法上の債務名義となり、強制執行が可能となる（民事執行法22条2号（支払督促の場合は同条4号））。